# Lasiocnemus hyalipennis
Lasiocnemus hyalipennis is een vliegensoort uit de familie van de roofvliegen (Asilidae). De wetenschappelijke naam van de soort is voor het eerst geldig gepubliceerd in 1952 door Janssens.
De vleugels hebben een lengte van 8,3 tot 11,4 millimeter.
De soort komt voor in Congo-Kinshasa, Zimbabwe en Zuid-Afrika.